# Ibrahim Muhammad Didi
Ibrahim Muhammad Didi (ur. w Male, zm. 1980 w Kolombo) – malediwski polityk.
Wiceprezydent Malediwów podczas Pierwszej Republiki od 1 stycznia 1953 do 2 września 1953. Tymczasowy prezydent Malediwów od 2 września 1953 do 7 marca 1954. Członek partii Rayyithunge Muthagaddim. Od lipca 1954 do listopada 1955 roku pełnił funkcję ministra finansów Sułtanatu Malediwów.